# Brookhampton
Brookhampton is een plaats in de regio South West in West-Australië.

## Geschiedenis
Na de totstandkoming van de 'Homestead Act' van 1893 steeg het aantal inwoners in de streek. De spoorweg van Bunbury naar Donnybrook en later tot Balingup werd aangelegd. In 1899 vond een kleine kortstondige goldrush plaats in de streek. Dat jaar werd in Brookhampton een gemeenschapszaal gebouwd, de 'Brookhampton Hall'. Ze diende onder meer als kerk, feestzaal en tot 1903 als schooltje. Terugkerende soldaten die na de Eerste Wereldoorlog middels Soldier Settlement Schemes in de streek werden gevestigd deden het inwonersaantal verder stijgen.

## Beschrijving
Brookhampton maakt deel uit van het lokale bestuursgebied (LGA) Shire of Donnybrook-Balingup, waarvan Donnybrook de hoofdplaats is. Het heeft een gemeenschapszaal. In 2021 telde Brookhampton 249 inwoners.

## Ligging
Brookhampton ligt langs de South Western Highway, 206 kilometer ten zuiden van de West-Australische hoofdstad Perth, 26 kilometer ten westnoordwesten van Balingup en 7 kilometer ten zuidwesten van Donnybrook.

## Klimaat
De streek kent een gematigd mediterraan klimaat, Csb volgens de klimaatclassificatie van Köppen.